# Pseuderanthemum hirtipistillum
Pseuderanthemum hirtipistillum är en akantusväxtart som beskrevs av Ridley. Pseuderanthemum hirtipistillum ingår i släktet Pseuderanthemum och familjen akantusväxter. Inga underarter finns listade i Catalogue of Life.